# Нюрнберг (фильм, 2025)
«Нюрнберг» (англ. Nuremberg) — будущая американская историческая драма режиссёра Джеймса Вандербильта. В основу сюжет фильма положена книга Джека Эль-Хая «Нацист и психиатр». Главные роли в фильме исполнят Рами Малек, Рассел Кроу и Майкл Шеннон.

## Сюжет
Сюжет фильма рассказывает о психиатре Дугласе Келли, который опрашивает нацистских заключенных, чтобы определить, смогут ли они предстать перед судом.

## В ролях
- Рами Малек — Дуглас Келли
- Рассел Кроу — Герман Геринг[3]
- Майкл Шеннон — Роберт Джексон
- Ричард Э. Грант — Дэвид Максвелл Файф
- Лео Вудалл — Хоуи Трист
- Джон Слэттери — полковник Бертон Андрус
- Лидия Пекхэм — Лайла
- Ренн Шмидт — Эльза
- Лотте Вербек — Эмми Геринг
- Андреас Питшманн — Рудольф Гесс
- Вольфганг Черни — Бальдур фон Ширах
- Марк О'Брайен — Джон Амен

## Производство
О начале работы над фильмом стало известно в декабре 2023 года, сценаристом и режиссёром фильма стал Джеймс Вандербильт. Главные роли исполнят Рами Малек, Рассел Кроу и Майкл Шеннон. Съёмки начались в Венгрии в феврале 2024 года и завершились в мае. В январе 2024 года к актёрскому составу присоединились Ричард Э. Грант, Лео Вудалл и Джон Слэттери. В феврале 2024 года Колин Хэнкс вошёл в актёрский состав фильма.